# Dique La Aguadita
El dique La Aguadita es un dique de riego y derivador de Tucumán, Argentina. Cercano a la localidad de Las Talitas, es además utilizado como balneario y lugar de descanso.

## Historia
El dique comenzó a ser construido en 1895, durante la gobernación de Lucas Córdoba con el fin de garantizar agua para el riego de tierras agrícolas e ingenios azucareros. Para esto, se contrató al ingeniero César Cipolletti, quien recomendó al joven Eliseo Anzorena para la planificación  y construcción del futuro dique. El 6 de diciembre fue inaugurado el dique, funcionando como un dique regulador y nivelador del río, que permitió abastecer 25 000 hectáreas del Departamento Cruz Alta y 10 000 del Departamento Capital con un caudal de 5000 litros por segundo.
Asimismo se construyeron la toma de agua de la presa, el malecón, un acueducto que conecta el río Calera y canales de riego que permitiera transportar el agua desde el dique; inaugurando todos los trabajos en 1904. En 1900 Anzorena murió en el mismo dique que él diseñó, al caerle una roca en su cabeza cuando se encontraba en una fosa de la obra. En su honor, se colocó una placa en una de las paredes de la represa. Con el paso del tiempo, se convirtió la zona en un balneario y lugar de pescar. Por ello, en los años 60 se construyó un camping en cercanías al dique. En 1960, durante la gobernación de Celestino Gelsi, el dique fue parcialmente restaurado.